# Buurtschap

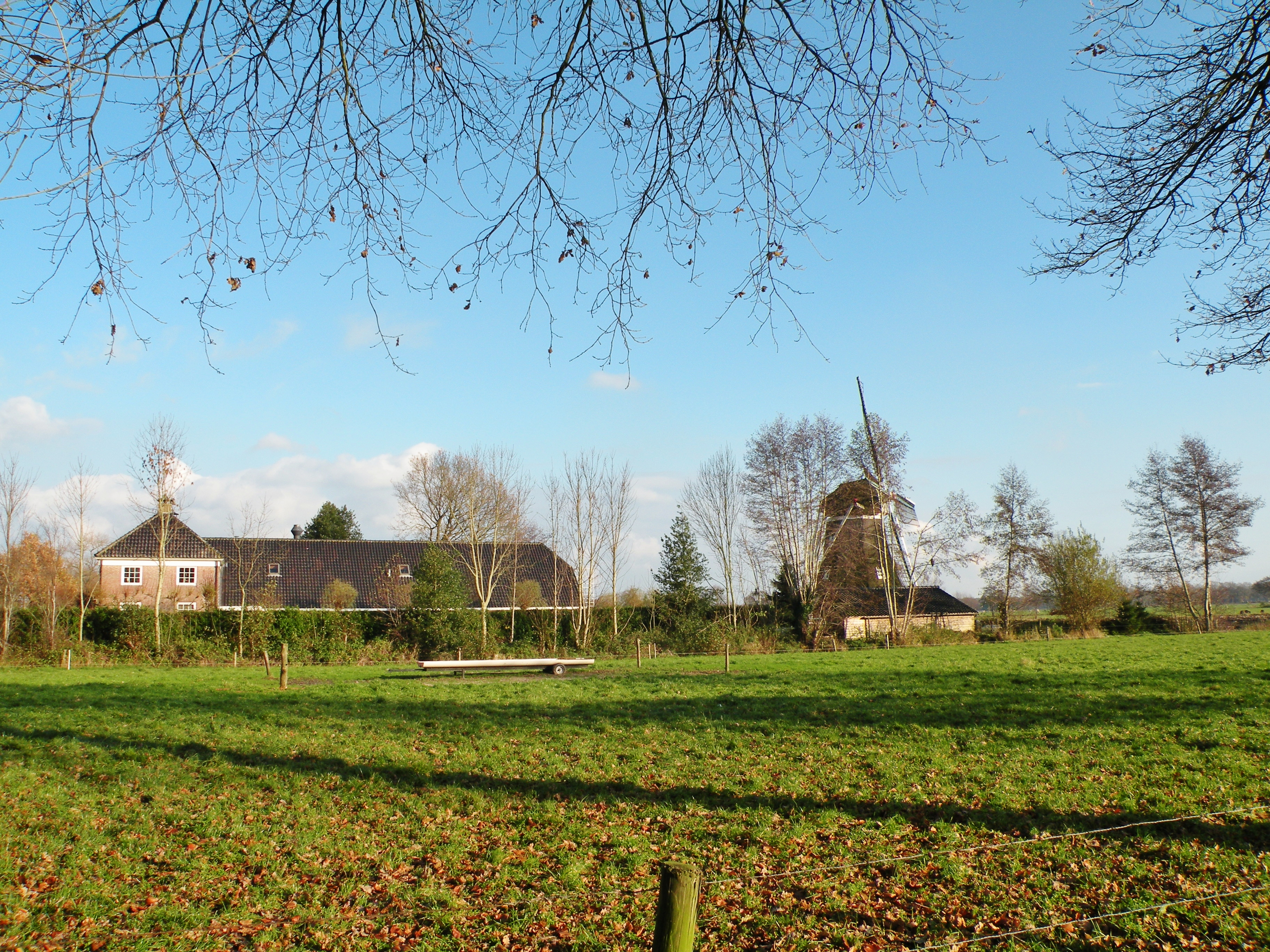
Buurtschap De Leijen in Overijssel, met de gelijknamige molen

Een buurtschap is in Nederland een kleine bewoonde plaats met een eigen naam, maar vaak zonder kerk, marktplein of ander duidelijk middelpunt; er zijn er ongeveer vierduizend. Buurtschappen worden meestal op topografische kaarten aangegeven, maar zij zijn niet in de officiële staatkundige annalen of postcodeplaatsen als zelfstandige buurt of als dorp opgenomen. Vaak is dat omdat straatnamen en nummers hiervoor omschrijvend genoeg zouden zijn.
In Vlaanderen dekt de term gehucht een min of meer overeenkomende betekenis. Buurtschap betekent daar veeleer buurtvereniging of buurtcomité. Verder is een buurschap iets anders dan een buurtschap. Een buurschap duidt op een samenlevings- en samenwerkingsverband, zie bij Ontstaan.

## Kerk
Buurtschappen hebben gewoonlijk geen kerk. Ze maken meestal deel uit van parochies in aangrenzende plaatsen. Een aantal buurtschappen bij elkaar kon in de middeleeuwen een kerspel vormen, maar dat begrip heeft verschillende invullingen.

## Voorbeelden
Enkele voorbeelden van buurtschappen zijn Appel, Bartlehiem, De Engel, Gaete, de Hofgeest, De Krim, Lalleweer, Marle, Schuddebeurs en Viel.
Een grensoverschrijdende buurtschap is het Nederlands-Duitse Zwilbroek en Zwillbrock.

## Ontstaan
Veel buurtschappen zijn in de loop van de tijd ontstaan doordat mensen een paar huizen, boerderijen of andere gebouwen die bij elkaar stonden een naam zijn gaan geven. Veel van de oude buurtschappen zijn ontstaan in gebieden waar men vrij was zich te vestigen; zulke gebieden werden ook hering genoemd. Vanwege deze vrije vestiging was er geen zeggenschap over zo'n plaats. Dat was anders dan een buurschap of een boerschap, waar een heer of boeren zeggenschap hadden over het plaatsje. Soms werd een buurschap of boerschap opgeheven en werd  dan of een buurtschap of een gehucht als ze klein genoeg was. Bouwde men ter plaatse een kerk(je), molen of kroeg, dan kon ze uitgroeien tot een (kerk)dorp.
Een buurtschap kan ook op andere manieren zijn ontstaan: als een gehucht dat niet meer een officiële woonplaats is, als een buurt die geografisch losstaat van de omliggende bebouwing, bijvoorbeeld door een rivier of kanaal of een stuk bos (bij weilanden spreekt men dan eerder van een buurtschap die buiten de kern ligt) en soms ook als een polder waar sommige huizen verspreid staan en andere bij elkaar.
Soms kan een buurtschap vrij groot worden. Dit komt vaak doordat een grotere woonplaats ernaast de landerijen of de polder van de buurtschap zo goed als vol heeft laten bouwen. In veel gevallen wordt zo'n buurtschap dan bestempeld als woonwijk of woonbuurt van die grotere woonplaats. Maar soms kan het ook zijn dat een klein dorp gewoon nooit officieel (of niet meer) is opgenomen in de staatkundige annalen.

## Plaatsaanduiding in Nederland

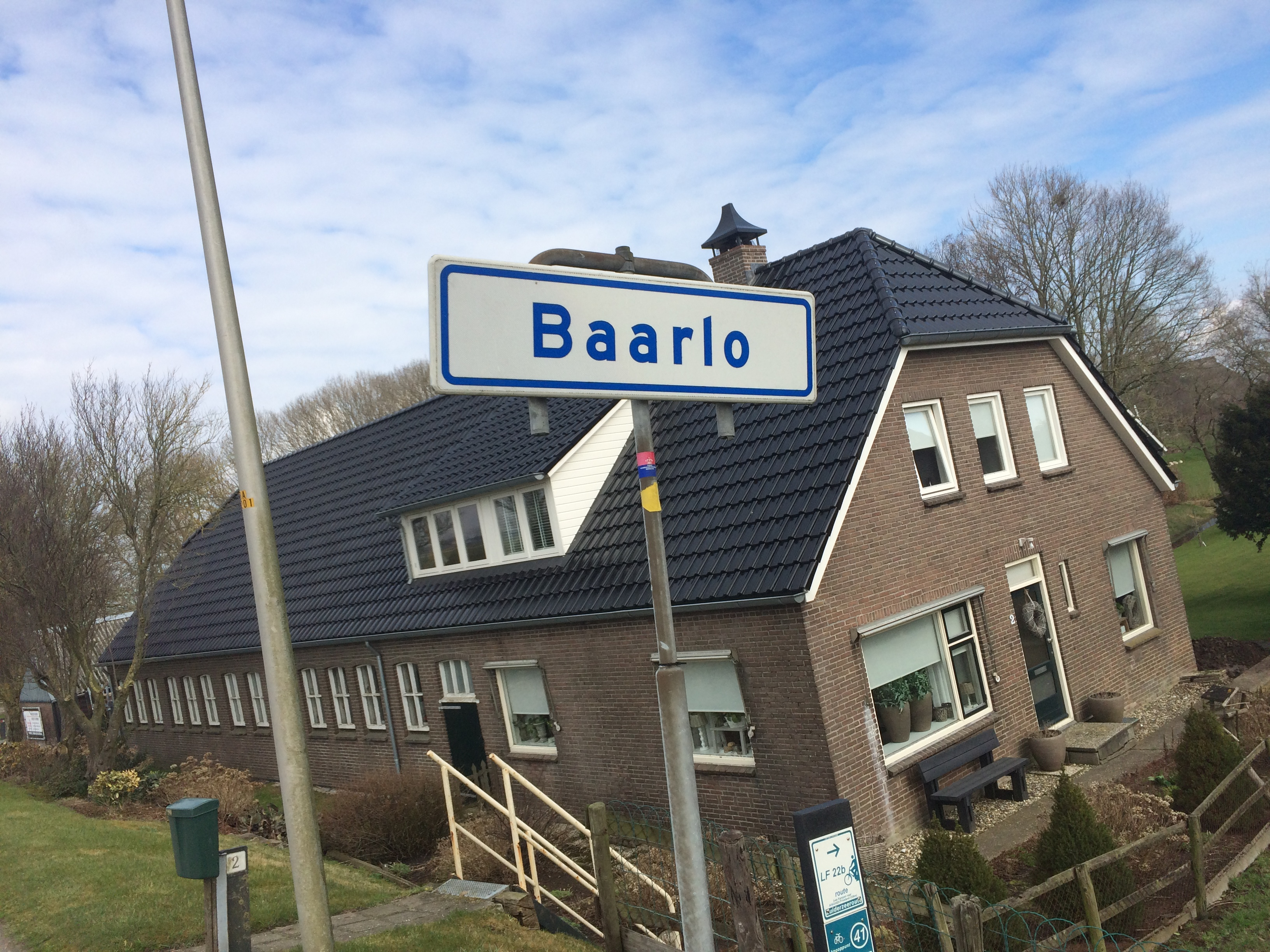
Plaatsnaambord bij Baarlo

Bij een bebouwde kom zet men volgens het RVV bord H1, een blauw bord met de plaatsnaam in witte letters. Dit bord duidt niet alleen de bebouwde kom aan, met een maximumsnelheid van 50 km/u, maar heeft ook een informatieve functie: de plaatsnaam. Indien een Nederlandse buurtschap geen bebouwde kom heeft, dan kan men de plaatsnaam aangeven met een wit bord met blauwe of zwarte letters. Zo'n bord is niet opgenomen in het RVV en heeft dan ook geen betekenis voor de verkeersregels.

## Adres
Bij veel buurtschappen is de plaatsnaam dezelfde als de (enige) straatnaam, bijvoorbeeld Platteweg in Reeuwijk. Met 172 adressen (anno 2025) is dit geen kleine buurtschap. Zoals in meer buurtschappen en kleine dorpen heeft de hoofdweg een reeks doodlopende zijstraten zonder eigen naam. In het Nederlandse Postcodeboek werd dan geen straatnaam vermeld, alleen een huisnummer. 
Andere buurtschappen maken als straatnaam deel uit van een grotere plaats. Het reeds genoemde Bartlehiem is volgens het postcodeboek een straatnaam in Oudkerk en in Wanswerd.